# Luce pulsata

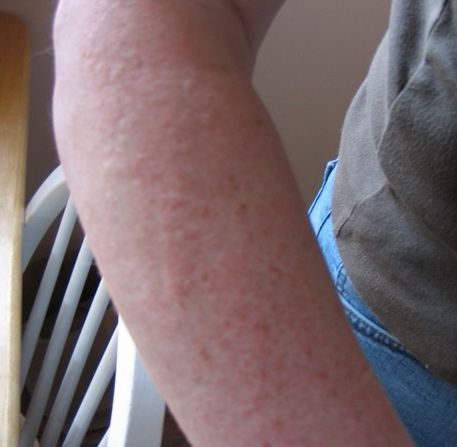
Un braccio umano quattro ore dopo il trattamento IPL. I bitorzoli e l'arrossamento intorno ai follicoli sono tipici di questo trattamento e scompaiono normalmente pochi giorni.

La luce pulsata ad alta intensità, chiamata anche Intense Pulsed Light o IPL, è un'apparecchiatura elettronica comunemente utilizzata per praticare trattamenti di fotodepilazione e fotoringiovanimento.  
Questo tipo di tecnologia ha iniziato il suo sviluppo dalla fine degli anni '90.

## Utilizzo e funzionamento
Conosciuta anche come terapia con lampade flash, la terapia con luce pulsata intensa o IPL è una tecnica ormai ampiamente utilizzata nel campo della dermatologia. Essa comporta l'uso di un ampio ma controllato spettro di luce per rimuovere le smagliature e le cicatrici da acne, così come per prevenire la crescita dei peli.
La luce pulsata non è laser, anche se entrambi usano la luce per trattamenti che vengono convertiti in energia termica per distruggere le cellule che producono melanina.La differenza maggiore tra i due è il tipo di luce che emettono. Il laser fornisce un'unica banda di colore chiaro monocromatica mirata in un'area specifica. La luce pulsata, invece, fornisce un ampio spettro di luce policromatico che copre un'area più ampia e produce diverse lunghezze d'onda. Anche se entrambi forniscono un'alta intensità, la luce pulsata  può essere più controllata e quindi meno dolorosa del laser.
La luce pulsata è una procedura non invasiva e non ablativa, il che significa che non richiede anestesia o sedazione. Non è ablativo in quanto l'ampio spettro di luce penetra nello strato più profondo della pelle senza danneggiare o ferire lo strato superiore o l'epidermide. Inoltre, poiché le lunghezze d'onda possono essere filtrate, la luce pulsata non ha effetti negativi sulle cellule e sui tessuti vicini dell'area da trattare.